# Tajna misja (film 1950)
Tajna misja (oryg. Секретная миссия) – radziecki film fabularny z 1950 roku w reżyserii Michaiła Romma.

## Opis fabuły
Styczeń 1945 roku, koniec II wojny światowej. Trwa niemiecka kontrofensywa w Ardenach, a radzieckie armie stoją na Wiśle. Dwaj amerykańscy dyplomaci – senator Allan i przedstawiciel amerykańskich służb wywiadowczych Garvey – przybywają do Berlina z misją uzyskania jednostronnej kapitulacji wojsk niemieckich na zachodzie Europy i zwiększenia niemieckiego zaangażowania na froncie wschodnim. Wspierani przez cynicznego Churchilla i niemieckich przemysłowców za plecami Hitlera, osiągają sukces – Niemcy zaprzestają oporu na froncie zachodnim i większość swoich sił przerzucają na wschód, przeciwko Rosjanom. Gdy rusza radziecka ofensywa styczniowa i dla niemal wszystkich w ścisłym kierownictwie nazistowskim jest jasne, że wojna jest przegrana, Amerykanie są w stanie uzyskać niemal wszystko, kupują od nazistów nawet listy niemieckich agentów w Jugosławii (które, nota bene, Niemcy sprzedają również Anglikom). Wszystkie te knowania nie uchodzą uwadze radzieckiego wywiadu. Jego agenci, głównie w osobie żeńskiego kierowcy SS, dzięki poświęceniu, nawet za cenę własnego życia, są doskonale poinformowani o wszystkim. Wojna się kończy, amerykańscy dyplomaci i Churchill myślą o nowym konflikcie, a zwyczajni ludzie w Moskwie, Londynie i Nowym Jorku w euforii świętują zwycięstwo nad faszyzmem.

## Obsada aktorska
- Jelena Kuźmina – kierowca SS Marta Schirke (radziecki agent N-11)
- Michaił Wysocki – Churchill
- Nikołaj Komissarow – senator Allan
- Siergiej Wieczesłow – Garvey, pracownik amerykańskiego wywiadu
- Aleksandr Antonow – gen. Schytte
- Władimir Gardin – Dillon
- Nikołaj Rybiankow – Wanderkorn
- Gieorgij Gieorgiu – Berg
- Wasilij Makarow – Aleksiej Diemientiew (radziecki agent Kurt Junius)
- Aleksiej Gribow – generał radzieckiego wywiadu
- Aleksandr Czeban – generał radzieckiego wywiadu
- Władimir Rienin – Rundstedt
- Wasilij Bokariew – niemiecki generał
- Nikołaj Timofiejew – amerykański lotnik
- Władimir Sawieliew – Hitler
- Paweł Bieriozow – Himmelr
- Władimir Biełorukow – Borman
- Aleksandr Pielewin – Schellenberg
- Mark Piercowski – Kaltenbrunner
- Paweł Gajdeburow – Rogers
- Aleksandr Chochłow – Krupp
- Lew Fienin – kamerdyner Lünes
- Nikołaj Swietłowidow – niemiecki duchowny
- Michaił Janszyn – niemiecki przemysłowiec
- Władimir Gotowcew – niemiecki przemysłowiec
- Boris Pietkier – niemiecki przemysłowiec
- Nikołaj Swobodin – niemiecki przemysłowiec
- Michaił Majorow – niemiecki antyfaszysta w gabinecie dentystycznym
- Aleksandr Szatow – niemiecki antyfaszysta w gabinecie dentystycznym

i inni.